# Arshad Nadeem
Arshad Nadeem (en ourdou : ارشد ندی; né le 2 janvier 1997 à Mian Channu) est un athlète pakistanais, spécialiste du lancer du javelot, vice-champion du monde en 2023 à Budapest et champion olympique à Paris en 2024.

## Biographie
Médaillé de bronze aux championnats d'Asie juniors de 2016, Arshad Nadeem se classe troisième des Jeux de la solidarité islamique de 2017 et septième des Championnats d'Asie de 2017. Il atteint la finale des Jeux du Commonwealth 2018 à Gold Coast avec un lancer à 80,45 m en qualifications, record national. Il décroche cette même année 2018 la médaille de bronze lors des Jeux asiatiques à Jakarta, en battant à nouveau son record national en 80,75 m.
Il termine 6e lors des Championnats d’Asie 2019. Le 7 décembre 2019 à Katmandou, à l'occasion de sa victoire aux Jeux sud-asiatiques, il porte son record personnel à 86,29 m. Avec cette marque, il devient le premier athlète du Pakistan à se qualifier directement pour les Jeux olympiques. Il est éliminé dès les qualifications lors des championnats du monde 2019 à Doha.
Auteur d'un record personnel à 86,38 m le 12 avril 2021 à Machhad en Iran, il participe aux Jeux olympiques de Tokyo et prend la cinquième place avec la marque de 84,62 m.

### Titré aux Jeux du Commonwealth (2022)
En 2022, Arshad Nadeem dispute sa première compétition de l'année à l'occasion des championnats du monde. À Eugene, il se classe 5e de la finale avec un lancer à 86,16 m réalisé à son quatrième essai. Deux semaines plus tard, le 7 août 2022, il se pare d'or lors des Jeux du Commonwealth à Birmingham en dépassant pour la première fois de sa carrière les 90 mètres avec 90,18 m, record de la compétition, succédant à l'Indien Neeraj Chopra titré en 2018 et devançant notamment de plus de deux mètres le champion du monde en titre grenadin Anderson Peters. Il remporte quelques jours plus tard le titre des Jeux de la solidarité islamique à Konya en Turquie.

### Vice-champion du monde à Budapest (2023)
Aux Mondiaux de Budapest en août 2023, le Pakistanais lance à 87,82 m à sa troisième tentative et s'offre la médaille d'argent derrière Neeraj Chopra. Il devient ainsi le premier athlète de son pays médaillé aux championnats du monde d'athlétisme.

### Champion olympique à Paris (2024)
En juillet 2024, il est nommé porte-drapeau de la délégation du Pakistan aux Jeux olympiques d'été de 2024 aux côtés de la nageuse Jehanara Nabi (en). Le 8 août 2024, avec une marque portée à 92,97 mètres, nouveau record olympique, il remporte la médaille d'or aux Jeux olympiques de Paris en devançant Neeraj Chopra et Anderson Peters.

## Palmarès
| Date | Compétition                     | Lieu              | Résultat | Marque  |
| ---- | ------------------------------- | ----------------- | -------- | ------- |
| 2016 | Championnats d'Asie juniors     | Hô Chi Minh-Ville | 3e       | 73,40 m |
| 2017 | Jeux de la solidarité islamique | Bakou             | 3e       | 76,33 m |
| 2017 | Championnats d'Asie             | Bhubaneswar       | 7e       | 78,00 m |
| 2018 | Jeux du Commonwealth            | Gold Coast        | 8e       | 76,02 m |
| 2018 | Jeux asiatiques                 | Jakarta           | 3e       | 80,75 m |
| 2019 | Championnats d'Asie             | Doha              | 6e       | 78,55 m |
| 2021 | Jeux olympiques                 | Tokyo             | 5e       | 84,62 m |
| 2022 | Championnats du monde           | Eugene            | 5e       | 86,16 m |
| 2022 | Jeux du Commonwealth            | Birmingham        | 1er      | 90,18 m |
| 2022 | Jeux de la solidarité islamique | Konya             | 1er      | 88,55 m |
| 2023 | Championnats du monde           | Budapest          | 2e       | 87,82 m |
| 2024 | Jeux olympiques                 | Paris             | 1er      | 92,97 m |

## Records
| Épreuve           | Marque       | Lieu  | Date        |
| ----------------- | ------------ | ----- | ----------- |
| Lancer du javelot | 92,97 m (OR) | Paris | 8 août 2024 |